# Villa Basilio Nievas
Villa Basilio Nievas (también conocida como Zonda) es una localidad argentina ubicada en el centro sur de la provincia de San Juan. Según el censo de 2010, tiene una población de 4539 habitantes.
Está situada al sur del oasis agrícola del valle de Zonda, al oeste de la ciudad de San Juan en Argentina. Es ciudad cabecera y asiento de autoridades gubernamentales del departamento Zonda. Esta localidad en la actualidad es núcleo de una importante región vinícola

## Geografía

### Población
En 2001 contaba con 3044 habitantes (Indec, 2001). Conforma un centro urbano junto con Villa Tacú, siendo la población de este de unos 3257 habitantes (Indec, 2001), lo que representa un incremento del 58,4% frente a los 2056 habitantes del censo anterior.

### Sismicidad
La sismicidad del área de Cuyo (centro oeste de Argentina) es frecuente y de intensidad baja, y hay un silencio sísmico de terremotos medios a graves cada 20 años en distintas áreas aleatorias.
Terremoto de Caucete 1977El 23 de noviembre de 1977 la región fue asolada por un terremoto que dejó como saldo lamentable algunas víctimas y un porcentaje importante de daños materiales en edificaciones.
Sismo de 1861
Aunque dicha actividad geológica catastrófica ocurre desde épocas prehistóricas, el terremoto del 20 de marzo de 1861 señaló un hito importante dentro de la historia de eventos sísmicos argentinos, ya que fue el más fuerte registrado y documentado en el país. A partir del mismo la política de los sucesivos gobiernos mendocinos y municipales ha ido extremando cuidados y restringiendo los códigos de construcción. Y con el terremoto de San Juan de 1944, del 15 de enero de ese año, el gobierno sanjuanino tomó estado de la enorme gravedad sísmica de la región.
El Día de la Defensa Civil fue asignado por un decreto recordando el sismo que destruyó la ciudad de Caucete el 23 de noviembre de 1977, con más de 40.000 víctimas sin hogar. No quedaron registros de fallas en tierra, y el más notable efecto del terremoto fue la extensa área de licuefacción (posiblemente miles de km²).
El efecto más dramático de la licuefacción se observó en la ciudad, a 70 km del epicentro: se vieron grandes cantidades de arena en las fisuras de hasta 1 m de ancho y más de 2 m de profundidad. En algunas de las casas sobre esas fisuras, el terreno quedó cubierto de más de 1 dm de arena.

## Parroquias de la Iglesia católica en Villa Basilio Nievas
| Arquidiócesis | San Juan de Cuyo   |
| ------------- | ------------------ |
| Parroquia     | La Sagrada Familia |